# Сафронова (деревня)
Сафронова (Софронова) — деревня в Кудымкарском районе Пермского края. Входила в состав Степановского сельского поселения. Располагается южнее от города Кудымкара. Расстояние до районного центра составляет 12 км. По данным Всероссийской переписи населения 2010 года, в деревне проживало 0 человек (0 мужчин и 0 женщин).

## История
По данным на 1 июля 1963 года, в деревне проживало 115 человек. Населённый пункт входил в состав Пешнигортского сельсовета.